# ヴェルナスカ
ヴェルナスカ（伊: Vernasca）は、イタリア共和国エミリア＝ロマーニャ州ピアチェンツァ県にある、人口約2,000人の基礎自治体（コムーネ）。

## 地理

### 位置・広がり

#### 隣接コムーネ
隣接するコムーネは以下の通り。括弧内のPRはパルマ県所属を示す。
- アルセーノ
- ボーレ (PR)
- カステッラルクアート
- ルガニャーノ・ヴァル・ダルダ
- モルファッソ
- ペッレグリーノ・パルメンセ (PR)
- サルソマッジョーレ・テルメ (PR)

### 気候分類・地震分類
ヴェルナスカにおけるイタリアの気候分類 (it) および度日は、zona E, 2979 GGである。
また、イタリアの地震リスク階級 (it) では、zona 3 (sismicità bassa) に分類される。

## 行政

### 分離集落
ヴェルナスカには、以下の分離集落（フラツィオーネ）がある。
- Bacedasco Basso, Borla, Castelletto, Mignano, Settesorelle, Trinità, Vezzolacca, Vigoleno

## 文化・観光
分離集落Vigolenoは、「イタリアの最も美しい村」クラブの加盟メンバーである。